# Ramón Laporta Girón
Ramón Laporta Girón (Garcihernández, 1899-Madrid, 10 de octubre de 1965) fue un político español.

## Biografía
«Camisa vieja» de Falange, durante la Guerra civil fue jefe provincial de FE de las JONS en Salamanca. Posteriormente se integraría en FET y de las JONS, ocupando diversos cargos durante la Dictadura franquista.
A mediados de 1940 fue nombrado gobernador civil de Albacete; a este cargo sumaría también el jefe provincial de FET y de las JONS. Una de sus primeras medidas fue emprender una renovación en los cargos políticos de la provincia, incluyendo la designación de Manuel Lodares Alfaro como alcalde de Albacete. En el verano de 1941 llegó a presentarse voluntario de la División Azul, si bien no marcharía al Frente ruso alegando «otros intereses» que se lo impidieron.
En abril de 1943 fue nombrado gobernador civil de Valencia, cargo al que poco después sumaría el jefe provincial de FET y de las JONS —quedando unificados ambos cargos—. Hombre de tendencias claramente falangistas, su llegada al cargo implicó una intensificación de la escenografía pública falangista. Por su parte, los antiguos cargos públicos procedentes de las filas de la Derecha Regional Valenciana quedaron relegados a una segunda fila, ocupando puestos de escasa entidad. A finales de 1949, echando mano de la llamada «Ley de vagos y maleantes», emprendió una dura campaña pública contra los mendigos y la población indigente de la capital. Cesó en 1950, siendo sustituido por Diego Salas Pombo.
También fue procurador en las Cortes franquistas y miembro del Consejo Nacional de FET y de las JONS.

## Reconocimientos
- Medalla de Oro del Mérito Social Penitenciario (1946)[11]
- Gran Cruz de la Orden del Mérito Civil (1947)[12]